# Contea di Stearns
La contea di Stearns in inglese Stearns County è una contea dello Stato del Minnesota, negli Stati Uniti. La popolazione al censimento del 2000 era di 133 166 abitanti. Il capoluogo di contea è Saint Cloud.

## Città
- Albany
- Avon
- Belgrade
- Brooten (in parte)
- Clearwater (in parte)
- Cold Spring
- Eden Valley (in parte)
- Elrosa
- Freeport
- Greenwald
- Holdingford
- Kimball
- Lake Henry
- Meire Grove
- Melrose
- New Munich
- Paynesville
- Richmond
- Rockville
- Roscoe
- Sartell (in parte)
- Sauk Centre
- Spring Hill
- Saint Anthony
- Saint Augusta
- Saint Cloud (capoluogo; in parte)
- Saint Joseph
- Saint Martin
- St. Rosa
- Saint Stephen
- Waite Park